# 우주 마이크로파 배경

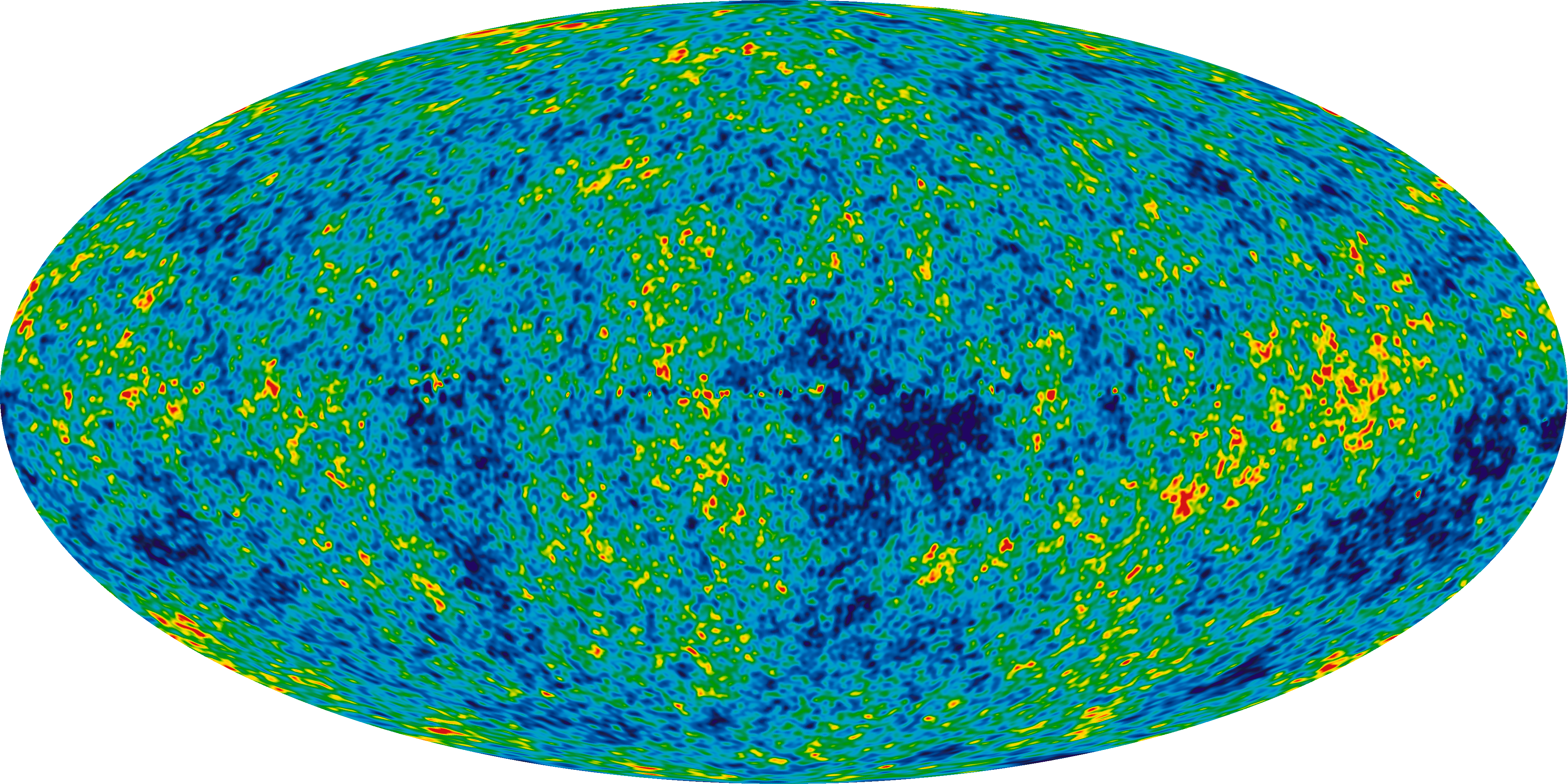
우주 마이크로파 배경에서의 9년 윌킨슨 마이크로파 비등방성 탐색기 온도 변동의 열 지도

우주 마이크로파 배경(영어: cosmic microwave background, CMB 또는 CMBR)은 관측 가능한 우주의 모든 공간을 채우는 마이크로파 복사이다. 그것은  원시 우주에 대한 한 중요한 자료의 소스를 제공하는 한 잔해이다. 우주 배경 복사(宇宙背景輻射영어: cosmic background radiation)라고도 한다. 한 표준 광학 망원경을 사용하면, 별들과 은하들 사이의 배경 공간은 거의 완전히 어둡다. 그렇지만, 한 충분히 민감한 전파 망원경은 거의 균일하고 또한 어떤 별, 은하 또는 다른 천체와도 관련이 없는 한 희미한 배경 발광을 감지한다. 이 발광은 전파 스펙트럼의 마이크로파 영역에서 가장 강하다. 1965년의 미국의 전파 천문학자 아노 펜지어스와 로버트 윌슨에 의한 우연한 CMB를 발견(discovery of cosmic microwave background radiation)은 1940년대에 시작된 연구의 정점이었다.
CMB는 우주의 기원에 대한 대폭발(빅뱅) 이론의 획기적인 증거이다. 대폭발 우주론 모형들에서는, 가장 초기 우주는 아원자 입자의 고밀도의 뜨거운 플라즈마로 이루어진 어떤 불투명한 안개로 가득 차 있었다. 우주가 팽창함에 따라, 이 플라즈마는 양성자들과 전자들이 결합하여, 대부분 수소의 중성 원자들을 형성하는 지점까지 냉각되었다. 플라즈마와 달리 이 원자들은 톰슨 산란(Thomson scattering)에 의해 열복사를 산란시킬 수 없었기 때문에 우주는 투명해졌다 - 때때로 유물 복사선(relic radiation)이라고도 한다. 재결합 시대로 알려진 이 디커플링(decoupling) 현상은 공간을 자유롭게 여행하기 위해 광자들를 방출했다. 그렇지만, 그 광자들은 우주 팽창과 관련된 우주론적 적색이동로 인해 에너지(photon energy)가 감소하게 되었다. 마지막 산란 표면은 공간에서 적절한 거리에 있는 껍질을 의미하므로 원래 분리 당시 방출된 광자들이 지금 수신된다.
CMB는 완전히 매끄럽고 균일하지 않으며, 민감한 감지기에 의해 매핑될 수 있는 희미한 비등방성을 보여준다. 지상 및 COBE 및 WMAP와 같은 우주 기반 실험들은 이러한 온도 비균질성들을 측정하는 데 사용되었다. 비등방성 구조는 디커플링 지점까지 물질과 광자들의 다양한 상호작용들에 의해 결정되며, 그 결과 각도 스케일에 따라 달라지는 한 특징적 덩어리진 패턴이 생긴다. 하늘을 가로지르는 비등방성 분포는 일련의 피크와 밸리를 나타내는 파워 스펙트럼(power spectrum)으로 나타낼 수 있는 주파수 성분들을 갖고 있다. 이 스펙트럼의 피크 값은 초기 우주의 물리적 특성에 대한 중요한 정보를 담고 있다: 첫 번째 피크는 전체적 우주의 곡률을 결정하고, 두 번째 및 세 번째 피크는 각각 일반 물질과 소위 암흑물질의 밀도를 자세히 설명한다. CMB 데이터에서 미세한 세부 정보를 추출하는 것은 도전적인 일로서, 이것은 그 방출이 은하단과 같은 전경 특징들에 의해서 수정되었기 때문이다.

## 정밀한 측정의 중요성
CMB의 정밀한 측정은 우주론에 매우 중요한데, 이것은 어떤 제안된 우주 모형들이라도 이 복사를 설명해야만 하기 때문이다. CMB는 2.72548±0.00057 K의 온도에서 열 흑체 스펙트럼을 가진다. 스펙트럼 복사휘도(spectral radiance) dEv/dν는 약 6.626×10-4 eV의 광자 에너지(photon energy)에 해당하는 주파수의 마이크로파 범위에서 160.23GHz에서 정점에 이른다. 그 대신에, 만일 스펙트럼 복사휘도(spectral radiance)가 dEλ/dλ로서 정의되면, 그 피크 파장은 1.063mm(282GHz, 1.168 × 10-3 eV 광자)이다. 발광은 모든 방향에서 매우 거의 균일하지만, 작은 잔류 변화는 현재 우주 크기로 확장된 상당히 균일하게 분포된 뜨거운 가스에서 예상되는 것과 같은 매우 특정한 패턴을 나타낸다. 특히, 하늘에서 서로 다른 관측 각도에서의 스펙트럼 복사휘도는 작은 비등방성 또는 불규칙성을 포함하며, 이것은 조사된 영역의 크기에 따라 다르다. 그것들은 상세하게 측정되었으며 또한 매우 작은 공간에서 물질의 양자 요동에 의해 생성된 작은 열 변화가 오늘날 우리가 볼 수 있는 관측 가능한 우주의 크기로 확장되었을 때 예상되는 것과 일치한다. 이것은 과학자들이 더 나은 데이터(예: 플랑크 위성)와 팽장 초기 조건들에 대한 더 나은 해석들을 모두 추구하는 한 매우 활발한 연구 분야이다. 많은 다른 과정들이 흑체 스펙트럼의 일반적인 형태를 생성할 수 있지만, 대폭발(빅뱅) 이외의 어떤 모형도 아직그 요동들을 설명하지 못했다. 결과적으로, 대부분의 우주론자들은 우주의 대폭발 모형이 CMB에 대한 최상의 설명이라고 간주한다.
관측 가능한 우주 전체에 걸친 높은 균일성과 희미하지만 측정된 비등방성은 일반적으로 대폭발(박뱅) 모형, 특히 ΛCDM("람다 차가운 암흑물질") 모형에 대한 강력한 근거를 제공한다. 더욱이, 그 요동들은 재결합 시 겉보기 우주론적 지평선(cosmological horizon)보다 더 큰 각도 스케일에서 결맞음 상태이다. 그러한 결맞음은 비인과적으로 미세 조정되거나, 또는 우주 급팽창이 발생한 것이다.
온도 및 편광 비등방성 외에 CMB 주파수 스펙트럼은 스펙트럼 왜곡(CMB spectral distortions)으로 알려진 흑체 법칙으로부터 미세한 이탈을 특징으로 할 것으로 예상된다. 이것들은 또한, 원시 우주와 후기에 구조의 형성들에 대한 풍부한 정보를 포함하고 있기 때문에, 향후 수십 년 내에 한 첫 번째 측정을 희망하는 활발한 연구 노력의 초점에 있다.

## 특징

자연에서 가장 정밀하게 측정된 흑체 스펙트럼인 COBE의 FIRAS 장비로 측정한 우주 마이크로파 배경 스펙트럼의 그래프. 오차 막대가 너무 작아서 확대된 이미지에서도 볼 수 없으며, 또한 관측 데이터를 이론 곡선으로부터 구분하는 것은 불가능하다.

우주 마이크로파 배경 복사는 하늘의 모든 부분에서 나오는 균일한 흑체 열 에너지의 방출이다. 그 복사는 대략 100,000분의 1정도로 등방성이다: 배경 복사의 도플러 효과에서 쌍극자 비등방성을 뺀 후 평균 제곱근으 변이는 단지  18 μK에 불과하다. 후자는 사자자리(은하 경도 264.021 ± 0.011, 은하 위도 48.253 ± 0.005)를 향해 약 369.82 ± 0.11 km/s의 속도로 움직일 때 공변하는 우주적 정지 프레임과 관련된 태양의 특이운동에 의해 발생한다. CMB 쌍극자와 더 높은 다중극에서의 수차가 측정되었는데, 이것은 은하 운동과 일치했다.
우주 형성에 대한 대폭발(빅뱅) 모형에서 급팽창 이론은 약 10-37초 후에 발생하는(nascent) 우주가 지수적 성장(exponential growth)을 겪으면서 거의 모든 불규칙성을 완화했다고 예측한다. 나머지 불규칙성들은 급팽창 사건을 일으킨 인플레이션 장에서의 양자 요동들에 의해 발생했다. 항성들과 행성들이 형성되기 오래 전에 초기 우주는 더 작고, 훨씬 더 뜨거웠으며 또한 대폭팔 후 10-6초 후에 시작하여 광자들, 전자들 및 중입자들의 상호 작용하는 플라즈마의 흰색 뜨거운 안개로부터의 한 균일한 발광으로 가득찼다.
우주가 팽창함에 따라, 단열 냉각으로 인해 플라즈마의 에너지 밀도가 감소하여 전자들이 양성자들과 결합하여 수소 원자들을 형성하는 데 유리해졌다. 이 재결합 사건은 온도가 약 3000 K일 때 또는 우주의 나이가 약 379,000년일 때 발생했다. 광자들은 이러한 전기적으로 중성인 원자와 상호 작용하지 않기 때문에, 그것은 공간을 자유롭게(freely) 이동하기 시작하여 물질과 복사의 디커플링(decoupling)을 초래했다.
분리된 광자의 앙상블(ensemble)의 색온도는 그 이후로 계속 감소했다. 이제 2.7260±0.0013 K로 낮아지고 우주가 팽창함에 따라 계속해서 낮아질 것이다. 적색 편이된 흑체 복사는 낮은 온도에서의 흑체 복사와 같기 때문에 그 복사 강도는 2.726 K의 흑체 복사에 해당한다. 대폭발 모형에 따르면 오늘날 우리가 측정하는 하늘의 복사는 마지막 산란 표면이라는 구체의 표면에서 나온다. 이것은 분리 사건이 발생한 것으로 추정되는 공간의 위치 집합을 나타내며, 또한 해당 거리에 광자가 관찰자에게 막 도달한 시간과 지점을 나타낸다. 우주에 있는 복사 에너지의 대부분은 우주 마이크로파 배경에 있으며, 우주 전체 밀도의 대략 6 × 10-5의 일부를 구성한다.
급팽창 이론의 가장 큰 성공 중 두 가지는 거의 완벽한 흑체 스펙트럼에 대한 예측과 우주 마이크로파 배경의 비등방성들에 대한 상세한 예측이다. CMB 스펙트럼은 자연에서 가장 정밀하게 측정된 흑체 스펙트럼이 되었다.
CMB의 에너지 밀도는 0.260 eV/cm3 (4.17 × 10-14 J/m3)이며 약 411 photons/cm3를 산출한다.

## 역사
우주 마이크로파 배경은 1948년 랠프 앨퍼와 로버트 허먼에 의해 처음으로 예측되었으며, 이는 앨퍼의 박사 지도교수 조지 가모프가 수행한 연구와 밀접한 관련이 있다. 앨퍼와 허먼은 우주 마이크로파 배경의 온도를 5K로 추정할 수 있었지만 2 년 후 28K로 다시 추정했다. 이 높은 추정치는 알프레드 베어Alfred Behr가 허블 상수를 잘못 추정했기 때문인데, 이는 복제될 수 없었고 또한 나중에 더 앞선 추정치를 위해 버려졌다. 이전에도 우주의 온도의 몇 가지 추정치들이 있었지만, 이 추정치들은 두 가지 결점들이 있었다. 첫째로, 그것들은 우주의 유효온도를 측정하는 것이었고, 또한 우주가 열적 플랑크 스펙트럼으로 채워져 있다는 것을 제안하지 않았다. 다음으로, 그들은 우리 은하의 가장자리에 있는 한 특별한 지점에 우리가 있는 것에 의존하고, 또한 그들은 복사가 등방성이라는 것을 제안하지 않았다. 만일 지구가 우주의 다른 곳에 위치했다면, 그 추정치는 매우 다른 예측들을 산출했을 것이다.

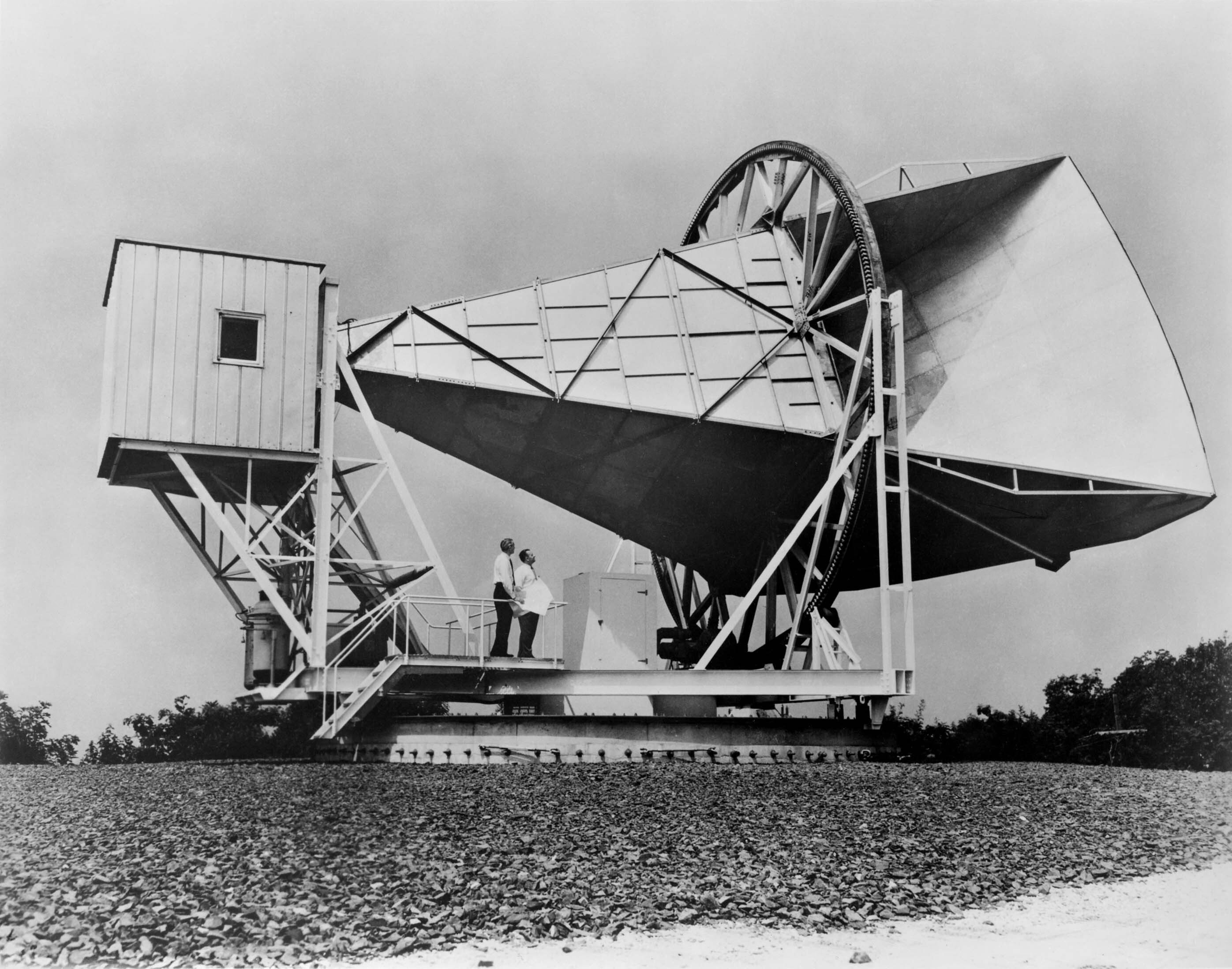
펜지어스와 윌슨이 우주 마이크로파 배경을 발견한 홀름델 혼 안테나(Holmdel Horn Antenna).그 안테나는 1959년에 프로젝트 에코(Project Echo)-미국 항공 우주국의 수동 통신 위성들을 지원하기 위해 제작되었는데, 이것은 지구의 한 지점에서 다른 지점으로 무선 신호를 반사하기 위하여 지구 궤도를 도는 대형 알루미늄 처리된 플라스틱 풍선들을 반사경으로 사용했다.

앨퍼와 허먼의 1948년 결과는 1955년경까지 많은 물리학 환경에서 논의되었는데, 이 는 둘 다 존스 홉킨스 대학교의 응용 물리학 연구소를 떠났을 때였다. 주류 천문학 커뮤니티는, 하지만, 당시에는 우주론에 흥미를 느끼지 못했다. 앨퍼와 허먼의 예측은 1960년대 초 야코프 젤도비치에 의해 재발견되었고, 또한 동시에 로버트 헨리 딕에 의해 독립적으로 예측되었다. 한 탐지 가능한 현상으로서 CMB 복사의 최초로 발표된 인식은 1964년 봄에 소련의 천체물리학자들인 안드레이 도로슈케비치Andrei Doroshkevich와 이고리 노비코프에 의한 한 짧은 논문에서 나타났다. 1964년에, 프린스턴 대학교의 딕의 동료인 데이비드 토드 윌킨슨과 피터 롤Peter Roll은 우주 마이크로파 배경을 측정하기 위해 딕 복사계(Dicke readiometer)를 만들기 시작했다. 1964년에, 아노 펜지어스와 로버트 우드로 윌슨은 뉴저지주 홀름델 타운쉽(Holmdel Township) 근처에 있는 벨 연구소의 크로포드 힐(Crawford Hill) 위치에서 전파 천문학과 위성 통신 실험에 사용할 딕 복사계를 만들었다. 1964년 5월 20일에 그들은 마이크로파 배경의 존재를 명확하게 보여주는 첫 번째 측정을 수행했는데, 이는 그들이 설명할 수 없는 어떤 초과량 4.2K 안테나 온도를 가진 그들의 장비로 했였다. 크로포드 힐로부터 전화를 받은 후 딕은 "얘들아, 우리가 특종을 잡았다."라고 말했다. 프린스턴과 크로포드 힐 그룹 간의 회의에서 그 안테나 온도가 실제로 마이크로파 배경 때문이라고 결론을 내렸다. 펜지어스와 윌슨은 그들의 발견으로 1978년 노벨 물리학상을 수상했다.
우주 마이크로파 배경의 해석은 1960년대에 마이크로파 배경이 먼 은하계에서 산란된 별빛의 결과라고 주장하는 정상우주론의 일부 지지자들과 함께하는
한 논란의 여지가 있는 이슈였다. 이 모형을 사용하고, 또한 별 스펙트럼의 좁은 흡수선 특징에 대한 연구를 기반으로 천문학자 앤드루 맥켈러Andrew McKellar는 1941년에 썼다: "성간 공간의 '회전 온도(rotational temperature)'는 2K라고 계산할 수 있다." 그렇지만, 1970년대 동안 우주 마이크로파 배경이 대폭발의 잔재라는 합의가 이루어졌다. 이것은 주로 주파수 범위에서 새로운 측정 결과 스펙트럼이 열 흑체 스펙트럼으로 나타났기 때문이며, 이것은 정상우주론 모형이 재현할 수 없는 한 결과였다.
해리슨Harrison, 피블스, 유Yu와 젤도비치는 초기 우주가 10−4 또는 10−5 수준의 비균질성을 필요로 한다는 것을 깨달았다. 라시드 수냐에프는 나중에 이러한 불균질성이 우주 마이크로파 배경에 가질 수 있는 관찰 가능한 각인을 계산했다. 우주 마이크로파 배경의 비등방성에 대한 점점 더 엄격한 한계는 1980년대 동안 지상 기반 실험에 의해 설정되었다. Prognoz 9 위성(1983년 7월 1일 발사)에 탑재된 소련의 우주 마이크로파 배경 비등방성 실험인 RELIKT-1은 대규모 비등방성에 대한 상한선을 제시했다. NASA COBE 임무는 미분 마이크로파 복사계(Differential Microwave Radiometer) 장비로 주된 비등방성을 명확히 확인했고, 1992년에 그들이 발견한 내용을 발표했다. 그 팀은 이 발견으로 2006년 노벨 물리학상을 받았다.
COBE 결과에서 영감을 얻은 일련의 지상 및 풍선 기반 실험은 향후 10년 동안 더 작은 각도 스케일에서 우주 마이크로파 배경 비등방성을 측정했다. 이 실험의 주요 목표는 COBE가 해결하기에 충분한 분해능이 없는 첫 번째 음향 피크의 규모를 측정하는 것이었다. 이 피크는 중력 불안정에 의해 생성된 초기 우주의 대규모 밀도 변화에 해당하며 플라즈마에서 음향 진동들을 초래한다. 비등방성의 첫 번째 피크는 Toco 실험에 의해 잠정적으로 검출되었고 또한 그 결과는 BOOMERanG 및 MAXIMA 실험에 의해 확인되었다. 이러한 측정치들은 우주의 기하학이 구부러지지 않고 대략 평평하다는 것을 입증하였다. 그들은 우주 구조 형성의 한 주요 성분으로서 우주 끈(cosmic strings)들을 배제하고 또한 우주 급팽창이 구조 형성의 올바른 이론이라고 제안했다.
두 번째 피크는 WMAP에 의해 확정적으로 감지되기 전에 여러 실험에 의해 잠정적으로 감지되었으며, 이 WMAP은 세 번째 피크를 잠정적으로 감지했다. 2010년 현재, 작은 각도 스케일들에서 편광 및 마이크로파 배경의 측정을 개선하기 위한 몇 가지 실험들이 진행 중이다. 이것들은 DASI, WMAP, BOOMERanG, QUaD, 플랑크 위성, 아타카마 우주론 망원경(Atacama Cosmology Telescope), 남극 망원경(South Pole Telescope) 및 QUIET 망원경(QUIET telescope)을 포함한다.

## 대폭발(빅뱅)과의 관계
우주 마이크로파 배경 복사와 우주론적 적색이동-거리 관계는 함께 대폭발(빅뱅) 사건에 대한 최상의 유용한 증거로 간주된다. CMB의 측정은 급팽창 대폭발 모형을 표준 우주론 모형으로 만들었다. 1960년대 중반 CMB의 발견은 정상우주론과 같은 대안들에 대한 관심을 감소시켰다.
1940년대 후반에 앨퍼와 허만은 만일 대폭발이 있었다면 우주의 팽창으로 인해 극초기 우주의 고에너지 복사가 전자기 스펙트럼의 마이크로파 영역으로 확장되고 온도가 약 5 K까지 내려갔을 것으로 추론했다. 그들의 추정치는 약간 빗나갔지만 올바른 착상을 가지고 있었다. 그들은 CMB를 예측했다. 펜지어스와 윌슨이 마이크로파 배경이 실제로 존재한다는 사실을 발견하는 데는 15년이 더 걸렸다.
표준 우주론에 따르면 CMB는 전자들과 양성자들이 수소 원자들을 형성할 수 있을 만큼 온도가 충분히 떨어진 시점에서 뜨거운 초기 우주의 스냅샷을 제공한다. 이 사건은 빛이 더 이상 자유 전자들에서 산란되지(scattered) 않았기 때문에 우주를 복사에 대해 거의 투명하게 만들었다. 이것이 대폭발 후 약 380,000년 후에 발생했을 때, 우주의 온도는 약 3,000 K였다. 이것은 한 약 0.26 eV의 주변 에너지에 해당하며, 이는 수소의 13.6eV 이온화 에너지보다 훨씬 적다. 이 시기는 일반적으로 "마지막 산란의 시간" 또는 재결합 또는 디커플링(decoupling)의 시기로 알려져 있다.
디커플링 이후 배경 복사의 색온도는 우주 팽창으로 인해 평균 1,089 계수 만큼 떨어졌다. 우주가 팽창함에 따라 CMB 광자는 적색이동되어 에너지가 감소한다. 이 복사의 색온도는 시간이 지남에 따라 우주의 상대적 팽창을 설명하는 척도 길이로 알려진 매개변수에 반비례한다. 적색편이 z의 함수로서 CMB의 색온도 Tr은 현재 관찰되는 CMB의 색온도(2.725 K 또는 0.2348 meV)에 비례하는 것으로 나타낼 수 있다:
Tr = 2.725 K × (1 + z)
그 복사가 대폭발의 증거라는 추론에 대한 자세한 내용은 대폭발의 우주 마이크로파 배경 복사를 참조하라.

### 일차 비등방성

각도 스케일(또는 다중극 모멘트 측면에서의 우주 마이크로파 배경 복사 온도 비등방성의 파워 스펙트럼. 표시된 데이터는 WMAP (2006), Acbar (2004) Boomerang (2005), CBI (2004) 및 VSA (2004) 기기에서 가져온 것이다. 또한 한 이론적 모형(실선)도 표시되어 있다.

우주 마이크로파 배경의 비등방성 또는 방향 의존성은 두 가지 유형들로 나뉜다: 마지막 산란의 표면과 또한 이전에 발생한 영향들로 인한 일차 비등방성; 그리고 개입하는 뜨거운 가스 또는 중력적 퍼텐셜들과 배경 복사의 상호 작용들과 같은 영향들로 인한 이차 비등방성으로, 이것은 마지막 산란 표면과 관찰자 사이에서 발생한다.
우주 마이크로파 배경 비등방성의 구조는 주로 음향 진동과 확산 감쇠(diffusion damping)(충돌 없는 감쇠 또는 실크(Silk) 감쇠이라고도 함)의 두 가지 효과에 의해 결정된다. 음향 진동은 초기 우주에서 한 광자-중입자 플라즈마의 충돌때문에 발생한다. 광자들의 압력은 비등방성을 지우는 경향이 있는 반면, 중입자들의 중력은 빛보다 훨씬 느린 속도로 움직이며 중입자를 붕괴시켜 과밀도를 형성하는 경향이 있다. 이 두 가지 효과는 음향 진동을 만들기 위해 경쟁하며, 이는 마이크로파 배경에 특징적인 피크 구조를 부여한다. 피크들은, 대략적으로, 한 특정 모드가 그 피크 진폭에 있을 때 광자들이 디커플링되는 공명들에 해당한다.
그 피크들은 흥미로운 물리적 특징들을 포함하고 있다. 첫 번째 피크의 각도 스케일은 우주의 곡률을 결정한다(그러나 우주의 위상수학은 아니다). 다음 피크-짝수 피크에 대한 홀수 피크의 비율-는 감소된 중입자 밀도를 결정한다. 세 번째 피크는 암흑물질 밀도에 대한 정보를 얻기 위해 사용될 수 있다.
피크의 위치는 원시 밀도 섭동의 특성에 대한 중요한 정보를 제공한다. 단열적 및 등곡률이라고 불리는 두 가지 기본적인 밀도 섭동 유형들이 있다. 한 일반적인 밀도 섭동은 두가지 다의 한 혼합물이며, 또힌 원시 밀도 섭동 스펙트럼을 설명하는 다른 이론들은 서로 다른 혼합물들을 예측한다.
단열적 밀도 섭동한 단열적 밀도 섭동에서 각 유형의 입자(중입자, 광자 등)의 분수 추가 개수 밀도는 동일하다. 즉, 한 곳에서 평균보다 1% 더 높은 중입자수 밀도가 있는 경우 해당 위치에는 평균보다 1% 더 높은 광자 수 밀도(및 중성미자의 수 밀도가 1% 더 높음)가 있다. 우주 급팽창은 원시 섭동이 단열적이라고 예측한다.
등곡률 밀도 섭동한 등곡률 밀도 섭동에서, 분수 추가 밀도의 합계(서로 다른 유형의 입자에 대해)는 영이다. 즉, 어떤 지점에서 평균보다 증입자에 1% 더 많은 에너지, 평균보다 광자에 1% 더 많은 에너지와 평균보다 중성미자에 2% 적은 에너지가 있는 섭동은 한 순수한 등곡률이다. 가상의 우주 끈(cosmic string)들은 대부분 등곡룰 원시 섭동들을 생성할 것이다.
CMB 스펙트럼은 이 두 가지 유형의 섭동이 서로 다른 피크 위치를 생성하기 때문에 이 두 가지를 구별할 수 있다. 등곡률 밀도 섭동은 각도 스케일(피크의 ℓ 값)이 대략 1:3:5:...의 비율인 일련의 피크를 생성하는 반면, 단열적 밀도 섭동은 위치가 1:2:3: ... 비율인 피크를 생성한다. 관측들은 원시 밀도 섭동들이 완전히 단열적이라는 것과 일치하며, 팽창에 대한 주요 지원을 제공하고, 또한, 예를 들어, 우주 끈들과 관련된 많은 구조 형성 모형들을 배제한다.
무충돌 감쇠는 두 가지 효과들로 인해 발생한는데, 이때는 유체로서의 원시 플라즈마 처리가 분해되기 시작한다:
- 어떤 팽창하는 우주에서는 원시 플라즈마들이 희박해짐에 따라 광자들의 증가하는 평균자유행로,
- 마지막 산란 표면(LSS)의 유한 깊이, 이것은 일부 콤퓨턴 산란이 여전히 발생하는 동안에도, 디커플링 중에 평균자유행로를 급격히 증가하시킨다.

이러한 효과들은 작은 규모에서 비등방성을 억제하는 데 거의 동일하게 기여하고 또한 매우 작은 각도 스케일 비등방성에서 보여지는 특징적인 지수적 감쇠 꼬리를 발생시킨다.
LSS의 깊이는 광자들와 중입자들의 디커플링이 순간적으로 발생하지 않고, 대신 해당 시대까지 우주 나이의 한 상당 부분을 필요로 한다는 사실을 나타낸다. 이 과정에 걸리는 시간을 정량화하는 한 가지 방법은 광자 가시성 함수 (photon visibility function, PVF)을 사용한다. 이 함수는, PVF를 P(t)로 표시하면, 한 CMB 광자가 시간 t와 t + dt 사이에 마지막으로 산란될 확률이 P(t) dt로 주어지도록 정의된다.
PVF의 최대값(한 주어진 CMB 광자가 마지막으로 산란될 가능성이 가장 높은 시간)은 매우 정확하게 알려져 있다. 첫해 WMAP 결과는 P(t)가 최대인 시간을 372,000년으로 표시한다. 이것은 종종 CMB가 형성된 "시간"으로 간주된다. 그렇지만, 광자들과 중입자들이 분리되는 데 걸리는 시간을 파악하려면 PVF의 너비를 측정해야 한다. WMAP 팀은 PVF가 115,000년의 간격에 걸쳐 최대값의 절반("최대 값의 절반 폭" 또는 FWHM)보다 크다는 것을 발견했다. 이 측정에 따르면, 디커플링은 대략 115,000년에 걸쳐 발생했으며, 또한 그것이 완료되었을 때 우주의 나이는 대략 487,000년이었다.

### 지연 시간 비등방성
CMB가 존재하게 된 이후로, 몇 가지 후속 물리적 과정들에 의해 수정된 것으로 보이며, 이는 지연-시간 비등방성, 또는 이차 비등방성이라고 통칭된다. CMB 광자들이 방해받지 않고 자유롭게 이동할 수 있게 되었을 때, 우주의 일반 물질은 대부분 중성 수소 및 헬륨 원자들의 형태였다. 그렇지만, 오늘날 은하들의 관측은 은하간 매질(intergalatic medium)(IGM)의 부피 대부분이 이온화된 물질로 구성되어 있음을 나타내는 것 같다(수소 원자로 인한 흡수선이 거의 없기 때문). 이것은 우주의 일부 물질이 수소 이온들로 분해되는 어떤 재전리 기간을 의미한다.
CMB 광자들은 원자들에 구속되지 않은 전자들과 같은 자유 전하에 의해 산란된다. 한 이온화된 우주에서, 그러한 하전 입자들은 이온화(자외선) 방사선에 의해 중성 원자들로부터 해방되었다. 오늘날 이러한 자유 전하들은 CMB에 측정 가능한 영향을 미치지 않는 우주의 대부분의 부피에서 충분히 낮은 밀도이다. 그렇지만, 만일 IGM이 우주의 밀도가 아직 더 높았던 극초기에 이온화되었다면 CMB에 대한 두 가지 주요 영향이 있다:
1. 소규모 비등방성들은 지워진다. (안개를 통해 물체를 볼 때와 마찬가지로 물체의 세부 사항이 흐릿하게 나타난다.)
2. 자유 전자(톰슨 산란(Thomson scattering))들에 의해 광자들이 어떻게 산란되는지에 대한 물리학은 큰 각도 규모에서 편광 비등방성을 유도한다. 이러한 광각 편광은 광각 온도 섭동과 상관관계가 있다.

이 두 가지 효과들은 모두 WMAP 우주선에 의해 관찰되었으며, 우주가 17 이상의 적색이동에서 극초기에 이온화되었다는 증거를 제공한다. 이 초기 이온화 복사의 상세한 출처는 여전히 과학적 논쟁거리이다. 여기에는 최초의 별 집단(종족 III 별)에서 나오는 별빛, 이 첫 번째 별들이 수명을 다했을 때의 초신성들, 또는 거대한 블랙홀들의 강착 원반들에서 생성된 이온화 복사가 포함되었을 수 있다.
우주 마이크로파 배경 방출 이후의 시간-또한 최초의 별들이 관측되기 전의 시간-은 우주론자들에 의해 유머러스하게 암흑 시대라고 불리며 또한 천문학자들에 의해 집중적으로 연구되는 시기이다(21cm 복사 참조). .
재이온화와 우주 마이크로파 배경 관측 사이에 발생하고 비등방성을 유발하는 것으로 보이는 두 가지 다른 효과는 고에너지 전자 구름이 복사를 산란시켜 에너지의 일부를 CMB 광자들에게 전달하는 수냐에프-젤도비치 효과와 우주 마이크로파 배경으로부터의 광자들이 중력장의 변화로 인해서 중력적으로 적색이동 또는 청색이동을 유발하는 삭스-볼프 효과(Sachs-Wolfe effect)가 있다.

## 편광

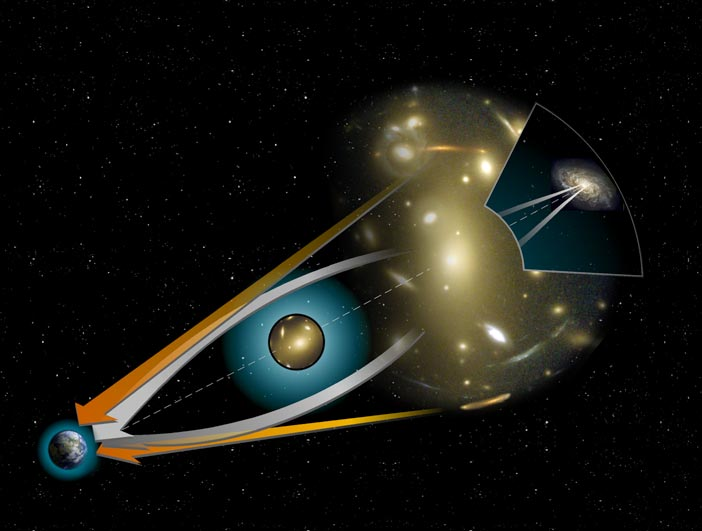
이 예술가의 인상은 초기 우주의 빛이 우주를 가로질러 이동할 때 B-모드를 형성하는 거대한 우주 구조의 중력 렌즈 효과에 의해 어떻게 구부러지는지를 보여준다.

우주 마이크로파 배경은 몇 마이크로켈빈 수준에서 편광되어 있다. E 모드와 B 모드라는 두 가지 유형들의 편광이 있다. 이것은 정전기와 유사하며, 여기서 전기장(E-장)은 한 소실 회전curl을 갖고, 또한 자기장(B-장)은 한 소실 발산을 갖는다. E-모드는 이종 플라즈마에서 톰슨 산란(Thomson scattering)으로 인해 자연스럽게 발생한다. B-모드는 표준 스칼라 유형 섭동에 의해 생성되지 않는다. 대신 그들은 두 가지 메커니즘들에 의해 생성될 수 있다. 첫 번째는 2013년 남극 망원경(South Pole Telescope)에 의해 측정된 E 모드의 중력 렌즈에 의한 것이고, 두 번째는 우주 급팽창으로부터 발생하는 중력파에서 발생한다. 특히 전경 오염의 정도를 알 수 없고 약한 중력 렌즈(weak gravitational lensing) 신호가 상대적으로 강한 E-모드 신호와 B-모드 신호를 혼합하기 때문에, B-모드를 감지하는 것은 매우 어렵다.

### E-모드
E-모드는 DASI(Degree Angular Scale Interferometer) 망원경에 의해 2002년에 처음 발견되었다.

### B-모드
우주론자들은 두 가지 유형의 B-모드를 예측하는데, 첫 번째는 대폭발(빅뱅) 직후 우주 급팽창 중에 생성되었고, 두 번째는 나중에 중력 렌즈 작용에 의해 생성되었다.

#### 원시 증력파
원시 중력파는 우주 마이크로파 배경의 편광에서 관측할 수 있는 중력파들이고 또한 초기 우주에서 그 기원을 갖는다. 우주 급팽창 모형은 그러한 중력파들이 나타나야 한다고 예측한다; 따라서, 그들의 검출은 급팽창 이론을 지지하고, 그것들의 강도는 다른 급팽창 모형들을 확인하고 또한 배제할 수 있다. 그것은 급팽창적 확장, 급팽창 후의 재가열 및 물질과 복사의 난류의 유체 혼합 등 세 가지 것들의 결과이다.
2014년 3월 17일, BICEP2 도구는 초기 우주에서, 중력파에 존재하는 힘의 양과 아주 초기 우주의 다른 스칼라 밀도 섭동에 존재하는 힘의 양을 비교한 r = 0.20+0.07
−0.05 수준의 급팽창과 중력파와 일치하는 B-모드의 첫 번째 유형을 발견했다고 발표했다.  만일 이것이 확인되었다면, 그것은 우주 급팽창과 대폭발(빅뱅)에 대해서 그리고 폴 스타인하르트와 닐 투록의 에크파이로틱 우주 모형에 반하는 강력한 증거를 제공했을 것이다. 그렇지만, 2014년 6월 19일에, 연구 결과를 확인하는 데 있어 상당히 낮은 신뢰도가 보고되었다. 그리고 2014년 9월 19일, 플랑크 실험의 새로운 결과는 BICEP2의 결과가 우주진에 완전히 기인할 수 있다고 보고했다.

#### 중력 렌즈
B-모드의 두 번째 유형은 2013년 허셜 우주망원경의 도움을 받아 남극 망원경(South Pole Telescope)을 사용하여 발견되었다. 2014년 10월, POLARBEAR 실험에 의해 150GHz에서 B-모드 편파 측정이 발표되었다. BICEP2에 비해 POLARBEAR는 하늘의 더 작은 부분에 초점을 맞추고 먼지 효과에 덜 민감하다. 그 팀은 POLARBEAR의 측정된 B-모드 편광이 97.2% 신뢰 수준에서 우주론적 기원(단지 먼지 때문이 아님)에 의한 것이라고 이라고 보고했다.

## 마이크로파 배경 관찰

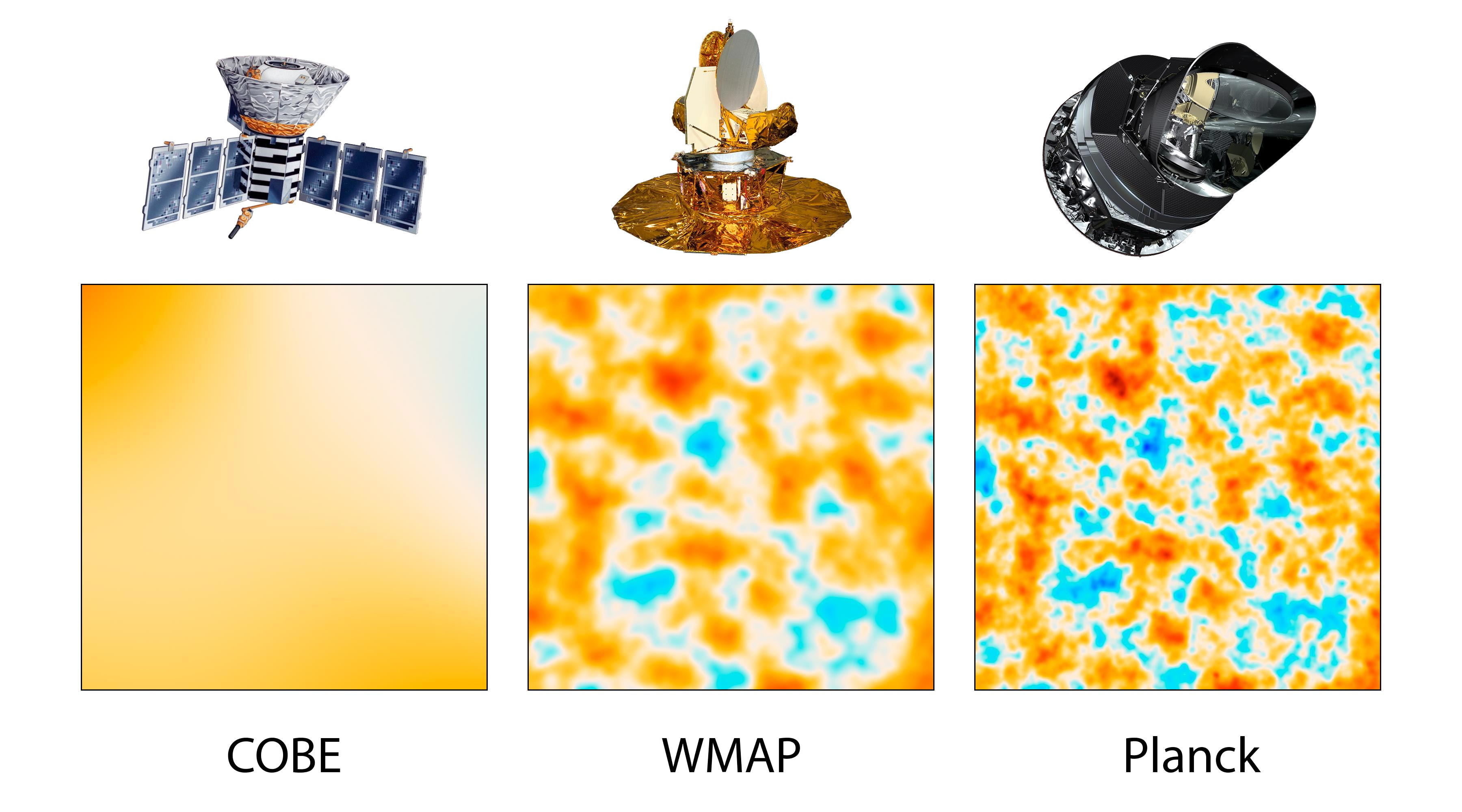
COBE, WMAP 및 플랑크 위성의 CMB 결과의 비교 (2013년 3월 21일)

CMB의 발견 이후, 수백 건의 우주 마이크로파 배경 실험들이 복사의 특징을 측정하고 특성화하기 위해 수행되었다. 가장 유명한 실험은 아마도 1989-1996년에 궤도를 돌고 탐지 능력의 한계에서 대규모 비등방성을 탐지하고 정량화한 NASA 우주 배경 탐사선(COBE) 위성일 것이다. 한 극도로 등방성이고 균질한 배경의 초기 COBE 결과들에서 영감을 얻은, 일련의 지상 및 풍선 기반 실험들은 향후 10년 동안 더 작은 각도 스케일에서 CMB 비등방성을 정량화했다. 이 실험들의 주요 목표는 첫 번째 음향 피크의 각도 스케일을 측정하는 것이는데, 이것을 위해서 COBE는 충분한 분해능을 갖지 못했다. 이러한 측정들은 우주 구조 형성의 선도적인 이론으로서의 우주 끈(cosmic string)들을 배제할 수 있었고, 또한 우주 급팽창이 올바른 이론임을 시사했다.
1990년대 동안에, 감도가 증가하면서 첫 번째 피크가 측정되었고 또한 2000년까지 BOOMERanG 실험에서는 가장 높은 전력 변동이 약 1도 축척들에서 발생한다고 보고했다. 다른 우주론 데이터와 함께, 이러한 결과들은 우주의 기하학이 평평하다는 것을 의미했다. VSA(초소형 어레이), DASI(도 각도 축척 간섭계) 및 CBI(우주 배경 이미저)를 포함하여 많은 지상 기반 간섭계들은 향후 3년 동안 더 높은 정확도로 변동 측정치들을 제공했다. DASI는 CMB의 편광을 최초로 감지했으며, CBI는 T-모드 스펙트럼과 위상이 맞지 않는다는 강력한 증거와 함께 최초의 E-모드 편광 스펙트럼을 제공했다.
2001년 6월 NASA는 전체 하늘에서 대규모 비등방성을 훨씬 더 정확하게 측정하기 위해 두 번째 CMB 우주 임무인 WMAP를 발사했다. WMAP는 비 하늘 신호 노이즈를 최소화하기 위해 대칭, 고속 다중 변조 스캐닝, 고속 스위칭 복사계들을 사용했다. 2003년에 공개된 이 임무의 첫 번째 결과는 다양한 우주 매개 변수를 엄격하게 제한하는 일도 미만의 축척에서 각 파워 스펙트럼의 상세한 측정치들었다. 그 결과들은 우주 급팽창 및 다양한 다른 경쟁 이론들로부터 예상되는 것들과 광범위하게 일치하며, 또한 우주 마이크로파 배경(CMB)에 대한 NASA의 데이터 뱅크에서 자세히 확인할 수 있다(아래 링크들 참조). WMAP은 CMB의 큰 규모의 각도 변동을 매우 정확하게 측정할 수 있었지만, 이전의 지상 간섭계들이 관측했던 작은 규모의 변동을 측정할 수 있는 각도 분해능은 없었다.
세 번째 우주 임무인 유럽 우주국(ESA) 플랑크 위성은 2009년 5월에 발사되었으며 또한 2013년 10월에 종료될 때까지 훨씬 더 자세한 조사를 수행했다. 플랑크는 HEMT(High-electron-mobility transistor) 복사계와 볼로미터(bolometer) 기술을 모두 사용했고 WMAP보다 작은 축척으로 CMB를 측정했다. 그것의 탐지기는 지금까지 작은 각도 축척에서 가장 정밀한 측정을 수행한 ACBAR(분각 우주론 볼로미터 어레이 수신기) 실험으로서의 남극 Viper 망원경과 Archeops 풍선 망원경에서 시험되었다.
2013년 3월 21일, 플랑크 위성 우주론 탐사 배후의 유럽 주도 연구팀은 우주 마이크로파 배경의 임무 전천지도(565x318 jpeg, 3600x1800 jpeg 보관됨 2014-11-22 - 웨이백 머신)를 발표했다. 이 지도는 우주가 연구원들이 예상한 것보다 약간 더 오래되었다는 것을 시사한다. 그 지도에 따르면, 우주의 나이가 약 37만년이 되었을 때 깊은 하늘에 온도의 미묘한 변동들이 각인되어 있었다. 그 자국은 우주의 존재 초기에 1030분의 1초에 발생한 잔물결들을 반영한다. 명백하게, 이 잔물결들은 은하단들과 암흑물질의 현재의 광대한 우주 망(cosmic web)이 생기도록 한 것이다. 2013년 데이터에 따르면, 우주는 4.9% 일반 물질, 26.8% 암흑물질, 68.3% 암흑 에너지가 포함하고 있다. 2015년 2월 5일, 플랑크 임무에 의해서, 우주의 나이가 137억 9900 ± 2100 만년이고 허블 상수가 67.74 ± 0.46(km/s)/Mpc로 측정된 새로운 데이터가 발표되었다.
남극의 남극 망원경(South Pole Telescope)과 제안된 Clover 프로젝트, 아타카마 우주론 망원경(Atacama Cosmology Telescope), 칠레의 QUIET 망원경(QUIET telescope)과 같은 추가 지상 기반 장비들은 위성 관측에서 얻을 수 없는 추가 데이터를 제공할 것이며, 아마 B 모드 편광을 포함할 것이다.

## 데이터 축소 및 분석
WMAP이나 플랑크와 같은 우주선에서 나온 미가공 CMBR 데이터는 우주 마이크로파 배경의 미세한 구조를 완전히 모호하게 하는 전경 효과를 포함한다. 미세 규모 구조는 원시 CMBR 데이터에 중첩되지만 미가공 데이터의 규모에서 보기에는 너무 작다. 가장 눈에 띄는 전경 효과는 CMBR 배경에 대한 태양의 움직임으로 인해 발생하는 쌍극자 비등방성이다. CMBR 배경의 미세 규모 구조를 특징 짓는 극히 작은 변화들을 드러내기 위해서는 태양에 대한 지구의 연간 운동과 은하계 및 다른 곳의 수많은 마이크로파 소스로 인한 쌍극자 비등방성 및 다른 것들을 빼야만 한다. CMBR 배경의 미세 규모 구조를 특징 짓는 극히 작은 변화들을 알 수 있다.
지도들, 한  각도 파워 스펙트럼 및 궁극적으로 우주론적 매개 변수들을 생성하기 위한 CMBR 데이터의 상세한 분석은 한 복잡하고 계산적으로 어려운 문제이다. 한 지도로부터 한 파워 스펙트럼을 계산하는 것은 원칙적으로 간단한 푸리에 변환이지만, 하늘의 지도를 구면 조화 함수로 분해하는 것은,
{\displaystyle T(\theta ,\varphi )=\sum _{\ell m}a_{\ell m}Y_{\ell m}(\theta ,\varphi )}
여기서 {\displaystyle a_{\ell m}}항은 평균 온도를 측정하고 {\displaystyle Y(\theta ,\varphi )}항은 변동을 설명하며, 여기서 {\displaystyle Y_{\ell m}(\theta ,\varphi )}는 구면 조화 함수를 나타내며 ℓ 은 다중극 수이고 m 은 방위각 수이다.
각도 상관함수를 적용함으로써, 그 합계는 오직 ℓ 과 파워 스펙트럼 항 {\displaystyle C\equiv \langle |a_{\ell m}|^{2}\rangle }만을 포함하는 식으로 축소핳 수 있다. 각진 괄호는 우주의 모든 관측자에 대한 평균을 나타낸다. 우주는 균질하고 등방성이기 때문에 선호하는 관측 방향이 없다. 따라서, C는 m 으로부터 독립적이다. 다른  ℓ는 CMB의 다중극 모멘트에 해당한다.
실제로 노이즈과 전경 소스의 영향을 고려하는 것은 어렵다. 특히, 이러한 전경은 제동 복사, 싱크로트론 방사, 마이크로파 대역에서 방출하는 먼지와 같은 은하 방출에 의해 지배된다; 실제로는 은하가 제거되야야 하므로, 전체 하늘 지도가 아닌 한 CMB 지도가 생성된다. 또한 은하들 및 성단들과 같은 점 소스들은 CMB 파워 스펙트럼의 짧은 스케일 구조를 왜곡하지 않도록 제거되야 하는 전경의 또 다른 소스를 나타낸다.
많은 우주 매개 변수에 대한 제약 조건들은 파워 스펙트럼에 미치는 영향에서 얻을 수 있으며 또한  결과들은 종종 마르코프 연쇄 몬테카를로 샘플링 기술들을 사용하여 계산된다.

### CMBR 홀극자 항 (ℓ= 0)
ℓ = 0일 때 {\displaystyle Y(\theta ,\varphi )} 항은 1로 줄어들고 여기에 남은 것이 바로 평균 온도뿐이다. CMB. 이 "평균"을 CMB 홀극자라고 불리며 또한 일 표준 편차 신뢰도로 약 Tγ = 2.7255±0.0006 K 의 한 평균 온도를 갖는 것으로 관측된다. 이 평균 온도의 정확도는 다른 매핑 측정들에 의해 수행되는 다양한 측정들로 인해 손상될 수 있다. 이러한 측정들에는 COBE 위성의 FIRAS 장비와 같은 절대 온도 장치가 필요하다. 측정된 kTγ는 0.234 meV 또는 4.6×10−10 mec2 에 해당한다. 이러한 온도를 갖는 흑체의 광자 수 밀도는 {\textstyle n_{\gamma }={\frac {2\zeta (3)}{\pi ^{2}}}T_{\gamma }^{3}\approx \mathrm {411\,cm^{-3}} }. 그것의 에너지 밀도는 {\textstyle \rho _{\gamma }={\frac {\pi ^{2}}{15}}T_{\gamma }^{4}\approx \mathrm {4.64\times 10^{-34}\,g{\cdot }cm^{-3}} \approx \mathrm {0.260\,eV{\cdot }cm^{-3}} }, 그리고 임계값에 대한 비율 밀도는
Ωγ = 5.38 × 10−5이다.

### CMBR 쌍극자 비등방성 (ℓ = 1)
CMB 쌍극자는 첫 번째 구면 조화 함수 (ℓ = 1)에 있는 가장 큰 비등방성을 나타낸다. ℓ = 1 일 때, {\displaystyle Y(\theta ,\varphi )} 항은 하나의 코사인 함수로 감소하고 또한 따라서 진폭 변동을 부호화한다. CMB 쌍극자의 진폭은 약 3.3621±0.0010 mK이다. 우주는 균질하고 등방성이기 때문에 관측자는 하늘의 모든 지점에서 온도 T를 가진 흑체 스펙트럼을 볼 수 있다. 쌍극자의 스펙트럼은 흑체 스펙트럼의 미분인 것으로 확인되었다.
CMB 쌍극자는 프레임에 의존적이다. CMB 쌍극자 모멘트는 또한 CMB를 향한 지구의 독특한 움직임으로도 해석될 수 있다. 그것의 진폭은 태양계의 질량중심 주위를 도는 지구 궤도로 인한 시간에 따라 달라진다. 이를 통해 쌍극자 표현에 시간 종속 항을 추가할 수 있다. 이 기간의 변조는 1년이며 COBE FIRAS가 수행한 관찰과 일치한다. 쌍극자 모멘트는 원시 정보를 암호화하지 않는다.
CMB 데이터에서 태양은 CMB의 기준 프레임(CMB 정지 프레임 또는 움직임이 없는 기준 프레임이라고도 함)에 비해 368 ± 2km/s로 움직이는 것으로 보인다. CMB). 우리은하를 포함하는 은하군인 국부은하군은 627 ± 22km/s의 속도로 은하경 ℓ = 276° ± 3°, b = 30° ± 3°방향으로 움직이고 있는 것으로 보인다. 이 움직임은 데이터의 비등방성을 초래한다(CMB는 반대 방향보다 이동 방향에서 약간 더 따뜻하게 나타남). 이 온도 변화에 대한 표준 해석은 CMB에 대한 상대적인 움직임으로 인한 단순한 속도 적색이동 및 청색이동이지만 대체 우주 모형은 CMB에서 관찰된 쌍극자 온도 분포의 일부를 설명할 수 있다.
광역 적회선 탐사선의 2021년 연구는 높은 통계적 신뢰도로 CMB 비등방성의 운동학적 해석에 의문을 제기한다.

### 다중극자 (ℓ ≥ 2)
더 높은 다중극자에서 CMB 온도 지도들에서의 온도 변화 또는 ℓ ≥ 2는 재결합 시대 이전의 초기 우주에서 밀도의 섭동들의 결과로 간주된다. 재결합 이전에는, 우주는 한 뜨겁고 밀도가 높은 전자들와 중입자들의 플라즈마로 구성되어 있었다. 이러한 뜨겁고 밀도가 높은 환경에서는, 전자들과 양성자들은 중성 원자들을 형성할 수 없었다. 그러한 초기 우주의 중입자들은 고도로 이온화된 상태로 남아 있었고 따라서 톰슨 산란 효과를 통해 광자들과 밀접하게 결합되었다. 이러한 현상들은 압력과 중력 효과들이 서로 작용하였고 또한 광자-중입자 플라즈마의 변동들을 발생시켰다. 재결합 시대 직후, 우주의 급속한 팽창은 플라즈마가 냉각시켰고 또한 이러한 변동들은 오늘날 우리가 관찰하는 CMB 지도들 "속으로 동결"되었다. 상기 절차는 z ⋍ 1100 부근의 한 적색이동에서 일어났다.

### 기타 이상 현상
WMAP에서 점점 더 정밀해지는 데이터를 제공하면서, CMB가 매우 큰 규모의 비등방성들, 비정상적인 정렬들 및 비가우스 분포들과 같은 이상 현상을 나타낸다는 주장이 많이 제기되었다. 이들 중 가장 오래 지속된 것은 low-ℓ 다극자 논쟁이다. COBE 지도에서도 사중극자(quadrupole)(ℓ=2, 구면 조화 함수)는 대폭발(빅뱅)의 예측에 비해 진폭이 작은 것으로 관측되었다. 특히, 사중극자와 팔중극자(ℓ = 3) 모드는 황도면과 분점들 둘 다에 대해 어떤 설명할 수 없는 정렬을 갖는 것으로 나타난다. 많은 그룹들이 이것이 관측 가능한 가장 큰 규모에서 새로운 물리학의 특징이 될 수 있다고 제안했다; 다른 그룹들은 데이터에서의 체계적 오류를 의심한다.
궁극적으로, 전경과 우주 분산(cosmic variance) 문제로 인해 가장 큰 모드는 작은 각도 축척 모드만큼 잘 측정되지 않는다. 전경들이 최대한 제거된 두 개의 지도들에서 분석들이 수행되었다: WMAP 협업의 "내부 선형 조합" 지도 및 맥스 테그마크Max Tegmark 등이 준비한 유사한 지도. 이후 분석들은 이것들은 싱크로트론 방사, 먼지 및 제동 복사 방출과 홀극자 및 쌍극자에서의 실험적 불확실성으로부터의 전경 오염에 가장 취약한 모드들이기울인 글씨라고 지적했다.
WMAP 파워 스펙트럼의 한 전체 베이즈 분석은 ΛCDM 우주론의 사중극자 예측이 10% 수준에서 데이터와 일치하고 또한 관측된 팔중극자는 주목할 만 것이 아님을 보여준다. 전체 하늘 지도에서 전경을 제거하는 데 사용되는 절차를 주의 깊게 고려하면 정렬의 중요성이 약 5%까지 감소한다. WMAP보다 훨씬 더 민감하고 각도 분해능이 더 큰 플랑크 망원경을 사용한 최근 관측은 동일한 비정상을 기록하고, 그래서 기기 오류(전면 오염은 아님)가 배제된 것으로 보인다. 우연의 일치는 한 가능한 설명이며. WMAP의 수석 과학자인 찰스 L. 베넷Charles L. Bennett은 우연과 인간 심리들이 관여되어 있다고 제안했다, "나는 약간의 어떤 심리적 효과가 있다고 생각한다; 사람들은 특이한 것들을 찾기를 원한다."

## 미래의 진화
우주가 계속 팽창하고 어떤 대함몰, 빅 립 또는 다른 유사한 운명을 겪지 않는다고 가정하면, 우주 마이크로파 배경은 더 이상 감지할 수 없을 때까지 계속 적색 편이가 일어나며, 처음 별빛에 의해 생성된 것으로 대체되고, 그리고 아마도 나중에는 양성자 붕괴, 블랙홀의 증발 및 포지트로늄 붕괴와 같은 우주의 먼 미래에 일어날 수 있는 과정의 배경 복사 장에 의해 대체될 수 있다.

## 예측, 발견 및 해석의 연표

### 열(비 마이크로파 배경) 온도 예측
- 1896년 – 샤를 에두아르 기욤은 "별의 복사"를 5–6 K로 추정한다.[109]
- 1926년 - 아서 에딩턴 경은 은하에서 별빛의 비열복사를 "...식 E = σT4에 의해 이 밀도에 해당하는 유효온도는 절대온도 3.18°이다... 흑체"라고 추정한다.[110]
- 1930년대 - 우주론자 에리히 리제너Erich Regener는 은하에 있는 우주선의 비열 스펙트럼의 유효 온도가 2.8 K라고 계산한다.
- 1931년 - 마이크로파라는 용어가 인쇄물에 처음 사용되었다: "18cm의 낮은 파장을 가진 실험이 알려졌을 때, 마이크로파의 문제가 그렇게 빨리 해결되었다는 명백한 놀라움+이 있었다." Telegraph & Telephone Journal XVII. 179/1
- 1934년 – 리처드 톨먼은 팽창하는 우주의 흑체 복사가 냉각되지만 열을 유지한다는 것을 보여준다.
- 1938년 - 노벨상 수상자 발터 네른스트는 우주선 온도를 0.75 K로 재추정한다.
- 1946년 - 로버트 딕은 "우주 물질로부터의 복사"가 20 K 미만일 것이라고 예측하지만, 배경 방사선에 대해서는 언급하지 않았다.[111]
- 1946년 – 조지 가모프는 50 K (30억 년 된 우주라고 가정)의 온도를 계산하고,[112] "... 성간 공간의 실제 온도와 합리적인 일치"라고 언급했지만, 배경 복사에 대해서는 언급하지 않았다.[113]
- 1953년 - 에르빈 핀레이-프룬들리히Erwin Finlay-Freundlich는 자신의 피로한 빛(tired light) 이론을 지지하기 위해, 확장 우주론과 무한 우주론 사이의 중재자로서 전파 천문학을 제안하는 막스 보른의 논평과 더불어 은하간 공간의 흑체 온도를 2.3 K로 도출한다.[114]

### 마이크로파 배경 복사 예측 및 측정
- 1941년 – 앤드루 맥켈러Andrew McKellar는 월터 시드니 애덤스가 B별에서 측정한 CN 이중선의 여기를 사용하여 우주 마이크로파 배경을 성간 매질의 가장 차가운 구성 요소로 감지하여 "공간의 유효 온도"(평균 볼로미터(bolometer) 온도) 2.3 K를 발견했다.[35][115]
- 1946년 – 조지 가모프는 50 K (30억 년 된 우주라고 가정)의 온도를 계산하고,[112] "... 성간 공간의 실제 온도와 합리적인 일치"라고 언급했지만 배경 복사에 대해서는 언급하지 않았다.
- 1948년 – 랠프 앨퍼와 로버트 허먼은 "우주의 온도"를 5 K로 추정한다. 그들이 배경 복사에 대해 구체적으로 언급하지는 않았지만, 그것은 추론될 수 있다.[116]
- 1949년 - 랠프 앨퍼와 로버트 허먼은 온도를 28 K로 다시 추정한다.
- 1953년 - 조지 가모프는 7 K를 추정한다.[111]
- 1956년 – 조지 가모프는 6 K를 추정한다.[111]
- 1955년 - 난차이 라디오 천문대(Nançay Radio Observatory)의 에밀 르 루Émile Le Roux는 λ = 33 cm의 하늘 조사에서 3 K 플러스 마이너스 2에 가까운 등방성 배경 복사를 보고했다.[111]
- 1957년 티그란 슈마오노프Tigran Shmaonov는 "방사선 방출 배경의 절대 유효 온도는... 는 4±3 K이다."라고 보고한다.[117] "측정 결과 방사선 강도는 관측 시간이나 방향과 무관했다... 이제 슈마오노프가 3.2 cm의 파장에서 우주 마이크로파 배경을 관찰했다는 것이 명백해졌다."라고 한것이 주목된다.[118][119]
- 1960년대 - 로버트 딕은 한 40 K의 마이크로파 배경 복사 온도를 재추정한다.[111][120]
- 1964년 - 안드레이 도로슈케비치Andrei Doroshkevich와 이고르 노비코프는 가모프, 알퍼 및 헤르만이 예측한 흑체 복사에 대한 제안하는 짧은 논문을 발표했는데, 여기소 그들은 CMB 복사 현상을 감지하는한 것으로 명명한다.[121]
- 1964년부터 1965년까지 아노 앨런 펜지어스와 로버트 우드로 윌슨은 약 3 K로 측정한다. 로버트 딕, 제임스 피블스, P. G. 롤Roll, 데이비드 토드 윌킨슨은 이 복사를 대폭발(빅뱅)의 신호로 해석한다.
- 1966년 - 라이너 K. 삭스Rainer K. Sachs와 아서 M. 울프는 이론적으로 관측자와 마지막 산란 표면 사이의 중력 퍼텐셜 변화에 의해 생성되는 마이크로파 배경 변동 진폭을 예측한다(삭스-울프 효과(Sachs–Wolfe effect) 참조).
- 1968년 – 마틴 리스Martin Rees와 데니스 시아마Dennis W. Sciama는 이론적으로 광자가 시간 의존적인 퍼텐셜 우물을 통과하면서 발생하는 마이크로파 배경 변동 진폭을 예측한다.
- 1969년 - 라시드 수냐에프와 야코프 젤도비치는 뜨거운 전자에 의한 마이크로파 배경 광자의 역 컴프턴 산란을 연구한다.(수냐에프-젤도비치 효과 참조)
- 1983년 – 케임브리지 전파천문 그룹(Cambridge Radio Astronomy Group)와 오웬스 밸리 전파천문대(Owens Valley Radio Observatory)의 연구원들이 은하단에서 수냐에프-젤도비치 효과를 처음으로 감지한다.
- 1983년 - RELIKT-1 소련의 CMB 바등방성 실험이 시작되었다.
- 1990년 – COBE 위성의 FIRAS는 CMB 스펙트럼의 흑체 형태를 정교한 정밀도로 측정했으며, 마이크로파 배경이 거의 완벽한 흑체 스펙트럼을 가지고 있어 은하간 매질(intergalatic medium)의 밀도를 강하게 제한한다는 것을 보여준다.
- 1992년 1월 – RELIKT-1의 데이터를 분석한 과학자들은 모스크바 천체물리학 세미나에서 우주 마이크로파 배경에서 비등방성의 발견을 보고한다.[122]
- 1992년 – COBE DMR의 데이터를 분석했던 과학자들은 우주 마이크로파 배경에서 비등방성의 발견을 보고한다.[123]
- 1995년 - 우주 비등방성 망원경(Cosmic Anisotropy Telescope, CAT)은 우주 마이크로파 배경에 대한 최초의 고해상도 관측을 수행한다.
- 1999년 - TOCO, BOMEANG, Maxima Experiments으로부터 CMB 비등방성 각도 파워 스펙트럼에서의 음향 진동들의 첫 측정치들. BOOMERanG 실험은 중간 해상도에서 더 높은 품질의 지도를 만들고, 또한 우주가 "평평"하다는 것을 확인한다.
- 2002년 - DASI(Degree Angular Scale Interferometer)에 의해 편광 발견.[124]
- 2003년 - CBI가 획득한 E-모드 편광 스펙트럼.[125] CBI(Cosmic Background Imager)와 VSA(Very Small Array)는 고해상도(하늘의 작은 영역을 포함)에서 더 높은 품질의 지도를 생성한다.
- 2003년 – 윌킨슨 마이크로파 비등방성 탐색기는 전체 하늘의 저해상도 및 중간 해상도에서 훨씬 더 높은 품질의 지도를 생성한다(WMAP은 고해상도 데이터를 제공하지 않지만 BOOMERanG의 중간 해상도 지도를 개선한다).
- 2004년 - CBI(Cosmic Background Imager)가 획득한 E-모드 편광 스펙트럼.[126]
- 2004년 – ACBAR(Arcminute 우주론 보로미터어레이 수신기)는 WMAP에 의해 매핑되지 않은 고해상도 구조의 고품질 지도를 생성한다.
- 2005년 - AMI(Arcminute Microkelvin Imager)와 SZA(Sunyaev–Zel'dovich Array)은 수냐에프-젤도비치 효과를 이용하여 매우 높은 적색편이 은하단에 대한 첫 조사를 시작한다.
- 2005년 - 랠프 A. 앨퍼는 핵합성에 대한 획기적인 업적과 우주 팽창이 배경 복사를 남긴다는 예측으로 인해 대폭발 이론의 모형을 제공한 공로로 국가 과학 메달을 수상한다.
- 2006년 – 오랫동안 기다려온, 이전의 분석을 확인하고, 몇 가지 사항을 수정하며 편광 데이터를 포함하는, 3년 WMAP 결과가 발표된다.
- 2006년 – COBE의 주요 연구자들 중 두 명인 조지 스무트와 존 매더는 CMBR의 정밀도를 측정한 공로로 2006년에 노벨 물리학상을 수상했다.
- 2006–2011년 – WMAP의 개선된 측정, 새로운 초신성 조사 EESSENCE와 SNLS, 슬론 디지털 전천탐사와 WiggleZ의 중입자 음향 진동은 ΛCDM 모형과 계속 일치한다.
- 2010년 - 플랑크 망원경의 최초 전천체 지도가 발표되었다.
- 2013년 - WMAP의 측정을 개선하고 훨씬 더 작은 규모까지 확장하는, 플랑크 망원경의 개선된 전천체 지도가 발표된다.
- 2014년 3월 17일, BICEP2의 천체물리학자들은 B-모드 파워 스펙트럼(power spectrum)에서 급팽창의 중력파를 발견했다고 발표했는데, 이것이 확인되면 급팽창 이론에 대한 명확한 실험적 증거를 제공할 것이다.[68][69][70][71][73][127] 그렇지만, 2014년 6월 19일, 우주 급팽창 결과를 확인하는 데 대한 신뢰도가 낮아진 것으로 보고되었다.[73][76][77]
- 2015년 – 2015년 1월 30일, 같은 BICEP2 소속 천문학자 팀이 전년도 주장을 철회했다. 유럽우주국은 BICEP2와 플랑크의 결합된 데이터를 바탕으로 이 신호가 전적으로 은하수의 먼지에 기인한다고 발표했다.[128]
- 2018년 - 플랑크 망원경의, 대규모로 편광 개선된 측청치들을 갖는, 최종 데이터와 지도가 발표된다,[129]
- 2019년 - 플랑크 망원경의 2018년 최종 데이터 분석이 계속 발표된다.[130]

## 대중문화에서
- 《스타게이트 유니버스》 TV 시리즈 (2009-2011)에서는 CMBR의 패턴을 연구하기 위해 한 고대(Ancients) 우주선 데스티니가 제작되었는데, 이는 시간이 시작될 때부터 남겨진 지각적인 메시지이다.[131]
- 이언 스튜어트와 & 잭 코헨Jack Cohen의 소설 (2000) 《윌러즈(Wheelers)》에서 CMBR은 고대 문명의 암호화된 전송으로 설명된다. 이것은 목성의 "블림프"들이 현재 관찰되는 우주의 나이보다 더 오래된 사회를 가질 수 있게 해준다.[출처 필요]
- 류츠신의 2008년 소설 《삼체》에서 한 외계 문명의 탐사선은 문명이 CMBR 자체를 조작할 수 있는 힘이 있다고 믿도록 한 캐릭터를 속이기 위해 CMBR을 모니터링하는 장비들을 손상시킨다.[132]
- 2017년 스위스 20 프랑 지폐(Swiss 20 francs bill)는 여러 천체들의 거리를 나열한다 - CMB는 430 ·  1015 광초로 언급된다.[133]
- 2021년 마블 시리즈 《완다비전》에서는 우주 마이크로파 배경 안에서 한 신비로운 텔레비전 방송이 발견된다.[134]

## 같이 보기
- 우주론적 계산 소프트웨어 목록(List of cosmological computation software)
- 우주 중성미자 배경 – 중성미자들로 구성된 우주의 배경 입자 복사
- 우주 마이크로파 배경 스펙트럼 왜곡(cosmic microwave background spectral distortions) – 마이크로파 배경의 에너지 스펙트럼 변동
- 우주론적 섭동 이론(cosmological perturbation theory) – 대폭발(빅뱅) 모형에서 구조의 진화를 이해하는 이론
- 악의 축 (우주론) – 우주 마이크로파 배경의 천문 관측에서 이상 현상에 주어진 이름
- 중력파 배경 – 중력파 실험을 통해 잠재적으로 감지 가능한 임의의 중력파 신호
- 열죽음 – 우주의 가능한 운명
- 《호라이즌스: 우주 탐험(Horizons: Exploring the Universe)》
- ΛCDM 모형 – 대폭발(빅뱅) 우주론 모형
- 관측 우주론(observational cosmology) – 우주의 기원에 대한 연구 (구조와 진화)
- 은하의 관측 역사 – 별과 성간 물질로 구성된 거대한 중력 구속 시스템
- 물리 우주론 – 우주의 수학적 모형을 연구하는 우주론의 한 분야
- 우주론 연표 – 물리 우주론에 관한 이론 연표

## 추가 읽기
- Balbi, Amedeo (2008). The music of the big bang : the cosmic microwave background and the new cosmology. Berlin: Springer
- Durrer, Ruth (2008). The Cosmic Microwave Background. Cambridge University Press
- Evans, Rhodri (2015). The Cosmic Microwave Background: How It Changed Our Understanding of the Universe. Springer